# Лас-Кристинас
Лас-Кристинас — одно из крупнейших месторождений золота, расположенное в регионе Боливар (Венесуэла). Запасы месторождения, расположенного в южной части страны, согласно оценкам, составляют около 17 млн унций золота.

## Характеристика
В 2003 году канадская компания-владелец Crystallex International Corporation при участии консультантов из Mine Development Associates (MDA) произвела пересчет подтвержденных запасов руд и золота категорий proven+probable (категории В+С1). Подтвержденные запасы руды категорий В+С1 составляют 224 миллионов тонн с содержанием золота 1.33 г/т, золота – 298 тонн. Общие запасы (категорий С1+С2) – 439 миллионов тонн руды с содержанием золота 1.09 г/т или 478.5 тонн золота. Рудоносная зона имеет ширину 400 м, длину – 3 км; оруденение приурочено к зоне рассланцевания и представлено прожилками золото-пирит- халькопирит -карбонат-кварцевого состава, сопровождающихся вкрапленностью золотосодержащего пирита.

## Технология разработки
Компании Placer Dome и CVG подготовили ТЭО строительства золотодобывающего предприятия Las Cristinas. Проектная производительность предприятия 12 440 кг  золота в год с плановым сроком эксплуатации 19 лет.